# 高畑車庫

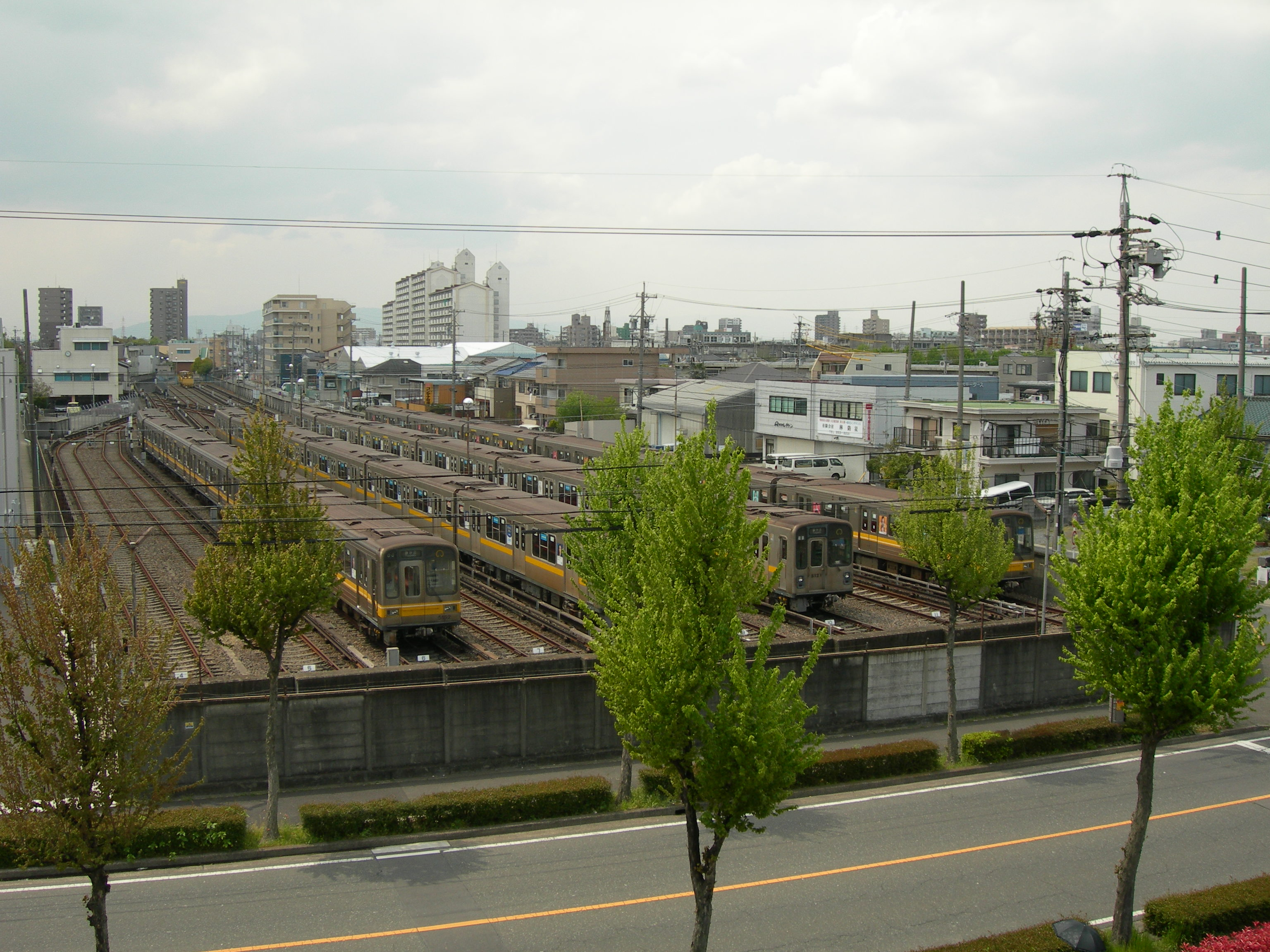
高畑車庫

高畑車庫（たかばたしゃこ）は、愛知県名古屋市中川区荒子一丁目にある名古屋市営地下鉄の車両基地である。東山線の車両基地として使用されている。

## 概要
1982年（昭和57年）9月21日の東山線高畑 - 中村公園間の延伸開業に先立つ1982年（昭和57年）9月16日に開設された。地下駅である高畑駅の北東に位置する、地上構造の車庫である。車庫への引き込み線は高畑駅の1番ホーム側に繋がっており、車庫に入庫する車両は高畑駅で折り返して引き込み線に入る。
広さは約11,000m2で、66両（6両編成11本相当）の留置が可能である。検査設備などは無く、東山線の車両（5050形・N1000形）の留置を目的としている。通常の留置本数は夜間9本、日中2本となっている。

## その他
高畑車庫は高い壁で囲まれているため、周囲からは車両の頭が見える程度である。東側に名古屋臨海高速鉄道あおなみ線が通っており、小本駅と荒子駅の間で車内から高畑車庫を望むことが可能である。
車庫西側には名古屋市営バスの回転場があり、地下鉄高畑が終着のバスがここまで回送されて折り返している。なお、最寄り停留所は地下鉄高畑ではなく上高畑である。